# Clownen Max
Max Claesson, känd som Clownen Max, född 29 februari 1944, är en svensk underhållare och clown.
Claesson inledde sin karriär som clown 1976 efter en period på Sveriges första fria teatergrupp Teater Narren i Stockholm. Han har sedan dess gjort cirka 5 500 föreställningar med sin enmansshow Tokerier med Clownen Max för bland annat kulturförvaltningar, Folkets hus, Folkparker, färjelinjer, stadsfester, sommarland och förskolor. 1977 var han engagerad vid Sveriges Television och gjorde tillsammans med Boris Ersson och Birgitta Hedin TV-serien Skrammel där han hade huvudrollen som Clownen Max. 
Sedan mitten av 1990-talet har Max samarbetat med clownen Monick, skådespelerskan Monica Claesson, tillika Max Claessons fru, i ett otal clown- och teaterföreställningar i Sverige och i de skandinaviska länderna. 
Clownen Max har också gjort ett flertal gästspel på TV4 samt på Finska YLE som manusförfattare i en clown-TV-serie på 1980-talet.